# Gotthard Schöpf
Gotthard Schöpf (* 14. Oktober 1984 in Innsbruck) ist ein österreichischer Leichtathlet. Seine Spezialdisziplin sind die 400 Meter Hürden.

## Leben
Am Beginn seiner Karriere bestritt er noch die Disziplinen Sprint, Hürden und Weitsprung.
Sein bisher erfolgreichstes Jahr war 2001. In diesem Jahr nahm Schöpf über 110 Meter Hürden an den Jugendweltmeisterschaften im ungarischen Debrecen teil. Er belegt den 13. Platz.
Auch standen 2001 die Europäischen Olympischen Jugendtage in Murcia (ESP), die inoffiziellen Jugendeuropameisterschaften, auf dem Programm. Hier konnte er die Bronzemedaille erringen.
Im Jahr 2003 konnte er bei den Junioreneuropameisterschaften in Tampere (Finnland) mit der österreichischen 4-mal-100-Meter-Staffel den Finaleinzug erreichen. (ÖjR: 4 × 100 m: 40,70 s)
Schöpf erkämpfte sich in den letzten sechs Jahren 15 Österreichische Meistertitel, und zwar in allen Klassen (Jugend – Allgemeine Klasse).